# Mode d'esgotament i mode de millora

Característiques I-V i gràfic de sortida d'un transistor de canal n en mode de millora MOSFET.

En els transistors d'efecte de camp (FET), el mode d'esgotament i el mode de millora són dos tipus de transistors principals, que corresponen a si el transistor està en estat d'encesa o apagat a tensió de font zero.
Els MOSFET en mode de millora (FETs d'òxid metàl·lic i semiconductors) són els elements de commutació comuns a la majoria de circuits integrats. Aquests dispositius estan apagats a tensió de font zero. NMOS es pot activar tirant la tensió de la porta més alta que la tensió de la font, PMOS es pot activar tirant de la tensió de la porta més baixa que la tensió de la font. A la majoria de circuits, això vol dir que tirar la tensió de la porta d'un MOSFET en mode de millora cap a la seva tensió de drenatge l'encén.

Característiques I-V i gràfic de sortida d'un transistor de canal n en mode d'esgotament MOSFET.

En un MOSFET en mode d'esgotament, el dispositiu està normalment encès a una tensió de font zero. Aquests dispositius s'utilitzen com a "resistències" de càrrega en circuits lògics (en la lògica NMOS de càrrega d'esgotament, per exemple). Per als dispositius de càrrega d'esgotament de tipus N, la tensió llindar pot ser d'aproximadament -3 V, de manera que es podria apagar estirant la porta 3 V negatiu (el drenatge, en comparació, és més positiu que la font en NMOS). En PMOS, les polaritats s'inverteixen.
El mode es pot determinar pel signe de la tensió llindar (tensió de la porta relativa a la tensió de la font en el punt on només es forma una capa d'inversió al canal): per a un FET de tipus N, els dispositius en mode de millora tenen llindars positius i esgotament. -els dispositius en mode tenen llindars negatius; per a un FET de tipus P, el mode de millora és negatiu i el mode d'esgotament és positiu.
|                   | NMOS                                              | PMOS                                              |
| ----------------- | ------------------------------------------------- | ------------------------------------------------- |
| Mode de millora   | Vd > Vs (típ) encén: Vg ≥ Vs + 3V apagat: Vg ≤ Vs | Vd < Vs (típ) encén: Vg ≤ Vs − 3V apagat: Vg ≥ Vs |
| Mode d'esgotament | Vd > Vs (típ) encén: Vg ≥ Vs apagat: Vg ≤ Vs − 3V | Vd < Vs (típ) encén: Vg ≤ Vs apagat: Vg ≥ Vs + 3V |

El primer MOSFET (transistor d'efecte de camp d'òxid metàl·lic i semiconductor) demostrat per l'enginyer egipci Mohamed M. Atalla i l'enginyer coreà Dawon Kahng als laboratoris Bell l'any 1960 va ser un dispositiu semiconductor de silici en mode de millora. El 1963, els MOSFET tant en mode d'esgotament com en mode de millora van ser descrits per Steve R. Hofstein i Fred P. Heiman als laboratoris RCA. El 1966, T. P. Brody i H. E. Kunig a Westinghouse Electric va fabricar transistors de pel·lícula fina (TFT) MOS d'arsenur d'indi (InAs) en mode de millora i esgotament. El 2022, un equip de la Universitat de Califòrnia-Santa Barbara va informar del primer transistor orgànic de mode dual que es comporta tant en mode d'esgotament com en mode de millora.